# Dimensions Featuring Maynard Ferguson
Dimensions featuring Maynard Ferguson – album amerykańskiego trębacza jazzowego Maynarda Fergusona
nagrany w 1954. Nagrania (A1 – A4, B1) rejestrowane były w studiu Radio Recorders w Los Angeles 19 lutego 1954 oraz w Capitol Studios w Los Angeles – 23 lutego 1954 (B2 – B4).
10" monofoniczny LP został wydany przez należącą do Mercury Record Corporation wytwórnię EmArcy (MG 26024) w 1954. 
Rozszerzona wersja albumu Dimensions ukazała się w 1955 (MG 36044).

## Muzycy
- Maynard Ferguson – trąbka, puzon wentylowy
- Bob Gordon – saksofon barytonowy
- Herbie Harper – puzon
- Bud Shank – saksofon altowy
- Bob Cooper – saksofon tenorowy
- Russ Freeman – fortepian
- Curtis Counce – kontrabas
- Shelly Manne – perkusja

## Lista utworów
Strona A
| 1. | "Maiden Voyage"                 |  |
|    |                                 |  |
| 2. | "Thou Swell"                    |  |
|    |                                 |  |
| 3. | "The Way You Look Tonight"      |  |
|    |                                 |  |
| 4. | "All God's Children Got Rhythm" |  |
|    |                                 |  |
Strona B
| 1. | "Wilie Nillie"               |  |
|    |                              |  |
| 2. | "Hymn to Her"                |  |
|    |                              |  |
| 3. | "Lonely Town"                |  |
|    |                              |  |
| 4. | "Somewhere Over the Rainbow" |  |
|    |                              |  |